# Cerbaris
Cerbaris är ett släkte av svampdjur. Cerbaris ingår i familjen Bubaridae.
Kladogram enligt Catalogue of Life:
| Cerbaris | \| \| Cerbaris alborani \| \| \| \| \| \| Cerbaris curvisclera \| \| \| \| \| \| Cerbaris curvispiculifer \| \| \| \| \| \| Cerbaris implicatus \| \| \| \| \| \| Cerbaris topsenti \| \| \| \| \| \| Cerbaris torquatus \| \| \| \| |
|          | \| \| Cerbaris alborani \| \| \| \| \| \| Cerbaris curvisclera \| \| \| \| \| \| Cerbaris curvispiculifer \| \| \| \| \| \| Cerbaris implicatus \| \| \| \| \| \| Cerbaris topsenti \| \| \| \| \| \| Cerbaris torquatus \| \| \| \| |
|          | Bubaris |
|          | |
|          | Hymerhabdia |
|          | |
|          | Monocrepidium |
|          | |
|          | Cerbaris alborani |
|          | |
|          | Cerbaris curvisclera |
|          | |
|          | Cerbaris curvispiculifer |
|          | |
|          | Cerbaris implicatus |
|          | |
|          | Cerbaris topsenti |
|          | |
|          | Cerbaris torquatus |
|          | |

|  | Cerbaris alborani        |
|  |                          |
|  | Cerbaris curvisclera     |
|  |                          |
|  | Cerbaris curvispiculifer |
|  |                          |
|  | Cerbaris implicatus      |
|  |                          |
|  | Cerbaris topsenti        |
|  |                          |
|  | Cerbaris torquatus       |
|  |                          |